# رنه باست
رنه باست (به فرانسوی: René Basset) (متولد ۲۴ ژوئیه ۱۸۵۵ - متوفی ۴ ژانویه ۱۹۲۴) خاورشناس فرانسوی، متخصص زبان بربر و زبان عربی بود.

## زندگی‌نامه
رنه باسه اولین مدیر «مدرسه ادبیات الجزایر» بود که در سال 1879 در دوران استعمار فرانسه بر الجزایر تأسیس شد.
او که عضو انجمن آسیایی پاریس و همچنین انجمن‌های لایپزیگ و فلورانس بود، با مجله آسیایی همکاری می‌کرد و اسلام چینی را مطالعه می‌کرد.
آندره باسه و هنری باسه پسران او بودند.

## آثار
- Étude  sur la zenatia du Mzab[۱]

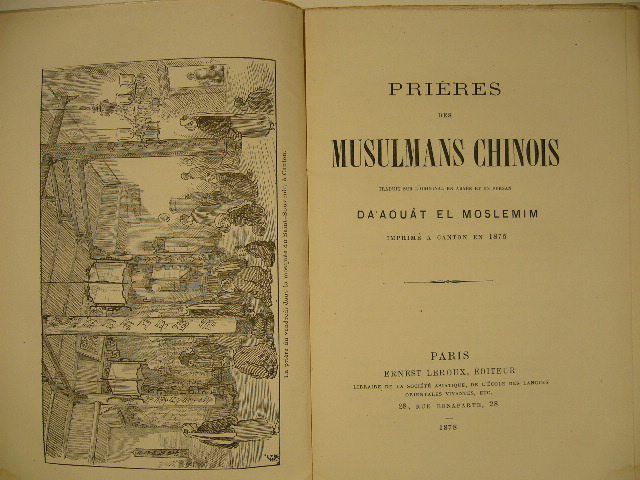
Cover of the Chinese Muslim prayers book

- Notes de lexicographie berbère, 1887.  sur le site Archive[۲]
- La Religion des Berbères de l’antiquité jusqu’à l'islam, Les Belles Lettres شابک ‎۹۷۸−۹۹۳۱−۳۲۸−۰۳−۲
- Prières des musulmans chinois, Éditions Ernest Leroux [fr], 1878
- Les Manuscrits arabes de la Zaouia d'El Hamel, Etablissement typographique Florentin, 1897[۳][۴]
- Recherches sur la religion des Berbères, 1910.[۵]
- Son anthologie Mille et un contes, récits et légendes arabes a été rééditée sous la direction de Aboubakr Chraïbi [fr], chez José Corti, Collection Merveilleux n° 29, 2005, 2 tomes, 504 et 702 p. (édition originale parue en 1924 chez Maisonneuve frères). شابک ‎۲−۷۱۴۳−۰۸۵۸−۹

## افتخارات
- فرمانده Légion d'Honneur
- کارمند Ordre des Palmes Académiques
- مقام اعظم نیچان افتخار
- فرمانده دستور منلیک دوم
- شوالیه Order of St. Sylvester